# SN 2009C
SN 2009C – supernowa typu IIb odkryta 2 stycznia 2009 roku w galaktyce UGC 12433. W momencie odkrycia miała maksymalną jasność 17,80m.